# De Profundis (Oscar Wilde)

De Profundis est une longue lettre qu'Oscar Wilde a écrite à son jeune amant, Lord Alfred Douglas, depuis la prison de Reading, début 1897. Elle est publiée en version expurgée en 1905 et dans sa version intégrale corrigée en 1962.

## Résumé

### Contexte
Après quatorze mois de travaux forcés et à la suite de son transfert de la prison de Reading, Wilde se voit accorder le privilège exceptionnel de la part du directeur de la prison de posséder un petit matériel d’écriture et reçoit la permission d’écrire à condition de remettre tous les soirs ses écrits, son papier et son stylo aux autorités pénitentiaires. C’est dans ces circonstances difficiles qu’il rédige cette longue lettre à son jeune amant dans laquelle il éprouve le besoin de faire le bilan de leur relation et, surtout, de lui dire tout ce qu’il a sur le cœur.

### Contenu
En lisant le détail de tous les événements qui ont conduit l’auteur à la banqueroute et à la prison, on découvre la relation particulière qui liait Oscar Wilde à Alfred Douglas, une relation d’amour, mais de dépendance réciproque terriblement destructrice. Wilde brosse un portrait au vitriol du jeune homme, colérique, haineux, manipulateur, irresponsable, égocentrique, imperméable à l’art et, surtout, profondément immature. Wilde lui fait quantité de reproches, évoque toutes les blessures qu’il lui a infligées en toute désinvolture, tente de lui ouvrir les yeux sur ses fautes aux conséquences fatales. Il s’attarde aussi sur ses conditions de détention, les journées interminables, la tristesse permanente, la solitude, les douleurs au corps mais surtout à l’âme. 
Et pourtant, cette lettre reste un cri d’amour. « Je devais garder à tout prix l’Amour dans mon cœur. Si j’allais en prison sans Amour, que serait devenue mon Âme ? ». « Après la terrible sentence, quand j’étais en tenue de forçat et que les portes de la prison se sont refermées, je me suis assis parmi les ruines de ma merveilleuse vie, écrasé par l’angoisse, décontenancé par la terreur, étourdi par la douleur. Et pourtant, je ne te haïssais pas. Chaque jour, je me disais ‘Je dois garder l’Amour dans mon cœur aujourd’hui, sinon comment survivrais-je toute la journée ?’ ».
Au fil des pages, et donc des journées d’écriture, Wilde éprouve le besoin de renouer avec sa passion pour l’art et la littérature. Il puise dans la poésie et dans les œuvres de grands auteurs des réponses à sa souffrance et sa tristesse. Il se rapproche même de la "religion catholique", pour y trouver du réconfort, notamment dans l’image du Christ, qu’il considère comme un modèle d’individualisme.

### Commentaires
La structure du texte est brouillonne. Il y a des redites, des idées  qui ne sont pas totalement épuisées et des thèmes abordés de façon un peu chaotique. C’est évidemment dû à la nature de ce texte, qui n’était pas destiné à la publication, et, surtout, aux conditions très difficiles dans lesquelles il a été écrit. Wilde ira même jusqu’à s’en excuser : « Je ne peux pas reconstituer ma lettre, ni la récrire. Tu dois la prendre telle qu’elle est, marquée à de nombreux endroits par mes larmes, avec les signes de la passion ou de la douleur, et fais-en le mieux que tu pourras ». 
Un des aspects les plus intéressants du texte est sa signification ambiguë. Car Wilde ne fait pas qu'accuser Douglas, il se met lui-même en question et se reproche d'avoir gaspillé son temps avec le jeune homme. Sa faiblesse même, qui lui a fait sacrifier son œuvre au seul profit de son amour est mise au banc des accusés. En outre, Wilde ne se révèle pas toujours sous son meilleur jour : sa vanité perce encore ici et là, notamment dans ses comparaisons récurrentes avec la figure du Christ ou ses remarques sur son "génie".

## Histoire du manuscrit
Début 1897 : Oscar Wilde entame l'écriture de la lettre début 1897, et l'achève trois mois plus tard, peu de temps avant sa libération.
Mai 1897 : Après sa libération, Wilde remet la lettre à Robert Ross, qu'il rencontre en France. Il lui demande d'en faire deux copies dactylographiées et de remettre l'original du manuscrit à Alfred Douglas.
Août 1897 : Les copies (contenant des erreurs) sont terminées. Robert Ross envoie une copie (et non l'original) à Alfred Douglas. Ce dernier a d'abord affirmé l'avoir reçue et l'avoir détruite après en avoir lu les premières pages. Plus tard, il niera l'avoir reçue.
1905 : Cinq ans après le décès d'Oscar Wilde, Robert Ross publie une version expurgée de la lettre à laquelle il donne le titre De Profundis (le titre original est Epistola: in Carcere et Vinculis, ce qui signifie Lettre en prison et dans les chaînes). Le titre donné par Robert Ross fait référence à la prière pour les morts qui commence par les mots suivants : De Profundis ad te clamavi domine (des profondeurs nous t'implorons Seigneur...). 
1909 : Après en avoir publié une deuxième version plus étendue, Robert Ross dépose le manuscrit original au British Museum, en demandant qu'il soit mis sous scellés pendant cinquante ans.
1927 : Alfred Douglas apprend que la volonté d'Oscar Wilde était que Robert Ross (décédé en 1918) lui remît le manuscrit original et non une copie. Douglas exige du British Museum qu'il lui fournisse le manuscrit. Le British Museum refuse.
1949 : Quatre ans après le décès d'Alfred Douglas, Vyvyan Holland (le fils d'Oscar Wilde) publie la version complète de la lettre sur base de la seconde copie du manuscrit.
1962 : Le British Museum libère le manuscrit. Le texte De Profundis est corrigé sur base du manuscrit, puis publié intégralement dans The Letters of Oscar Wilde.

### Adaptations
De profundis, 2008. Adaptation théâtrale, mise en scène par Grégoire Couette-Jourdain. Interprétée par Jean-Paul Audrain ; lumières de Vincent Lemoine ; musiques d'Alain Jamot.
De profundis, 2022. Adaptation théâtrale. Traduction : Henri-D. Davray, adaptation et mise en scène Bruno Dairou, interprétation Josselin Girard (Avignon Off 2022, Théâtre L’Albatros).

### Origine des motsDe profundis
Origine biblique des mots "De profundis":